# Gestació cronològicament perllongada
La gestació cronológicament perllongada es defineix com aquella que sobrepassa les 42.0 setmanes (42 setmanes i 0 dies) de durada. Aquesta situació es produeix al voltant del 10% de les gestacions.